# Estadio Centenario (Formosa)

El Estadio Centenario es un estadio multipropósito ubicado en la ciudad de Formosa, Argentina. Destinado principalmente a los deportes Voleibol y Basquetball.
Recibe su nombre porque fue inaugurado en 1979, año en que la ciudad cumplió sus primeros 100 años.

## Acontecimientos
En 1979 fue sede del XVI Campeonato Argentino Juvenil de Basquetbol.
Fue sede del Campeonato Argentino de Básquet 2019, donde Formosa se coronó campeón por primera vez en su historia.